# Höllenberg (Wasgau)
Der Höllenberg ist ein 455,2 m ü. NHN hoher Berg im südlichen Pfälzerwald. Er liegt im rheinland-pfälzischen Landkreis Südwestpfalz im Dahner Felsenland, einem Teil des Wasgaus, der vom Südteil des Pfälzerwaldes gebildet wird. Der etwa drei Kilometer lange Rückenberg besitzt neben dem 455,2 m hohen Hauptgipfel noch einen mit 450,2 m ü. NHN etwas niedrigeren Südgipfel. Der Berg ist vollständig bewaldet. Am Berg befinden sich mit dem Höllenfelsen, dem Friedrichsfels, der Laubendöllwand und der Kieselbachwand am Südhang und dem Großen und Kleinen Ferkelstein am Nordhang markante Buntsandsteinfelsen.

## Geographie

### Lage
Der Höllenberg liegt im Biosphärenreservat Pfälzerwald-Vosges du Nord und im Naturpark Pfälzerwald, geographisch am Nordrand des Wasgaus. Der Rückenberg verläuft ausgehend von Lug über etwa drei Kilometer nordostwärts nach Spirkelbach. Über den Bergrücken verläuft eine Gemarkungsgrenze, die die Gemeinden Spirkelbach im Nordwesten und Lug und Wernersberg im Südosten trennt. Die Gemarkungsgrenze am Berg zwischen Lug und Wernersberg bildet das Kisselbachtal. Der am Berg entspringende Kisselbach mündet in den Rimbach, dessen Tal den Berg im Südosten begrenzt. Am Westhang entspringt der Spirkelbach, der in Richtung Norden zur Queich abfließt.

### Naturräumliche Zuordnung
Der Höllenberg gehört zum Naturraum Pfälzerwald, der in der Systematik des von Emil Meynen und Josef Schmithüsen herausgegebenen Handbuches der naturräumlichen Gliederung Deutschlands und seinen Nachfolgepublikationen als Großregion 3. Ordnung klassifiziert wird. Betrachtet man die Binnengliederung des Naturraums, so gehört er zum Wasgau.
Zusammenfassend folgt die naturräumliche Zuordnung damit folgender Systematik:
1. Großregion 1. Ordnung: Schichtstufenland beiderseits des Oberrheingrabens
2. Großregion 2. Ordnung: Pfälzisch-Saarländisches Schichtstufenland
3. Großregion 3. Ordnung: Pfälzerwald
4. Region 4. Ordnung (Haupteinheit): Wasgau

## Zugang und Wandern
Der Berg liegt im Wandergebiet Hauenstein. Der Zugang zum Berg kann von Lug oder Spirkelbach erfolgen. Die beiden Gipfel und die Buntsandsteinfelsen sind über Pfade erreichbar. Entlang des Bergsattels zwischen den beiden Gipfeln verläuft ein Wanderweg. Vom als Aussichtsplattform ausgebauten Friedrichsfels ist eine gute Aussicht nach Süden in den Wasgau möglich. Mit der Spirkelbacher Höllenberg-Tour führt ein markierter lokaler Wanderweg über den Berg. Über den Südteil des Berges führt der vom Pfälzerwald-Verein betreute, mit einem blauen Kreuz  markierte überregionale Wanderweg, der von Niederhausen an der Nahe über Kaiserslautern nach Johanniskreuz, über den Weißenberg, Wilgartswiesen, Spirkelbach, Lug, Dimbach, Bad Bergzabern und den Stäffelsberg zum Sankt Germanshof führt.
Am Südhang des Berges am nördlichen Siedlungsrand von Lug befindet sich seit 1980 die unbewirtschaftete PWV-Hütte Lug.